# Tervaskanto
Tervaskanto (in finlandese "Cuore di Quercia") è il quarto album in studio del gruppo musicale finlandese Korpiklaani.

## Tracce
1. Let's Drink – 2:44
2. Tervaskanto – 3:55
3. Viima – 3:34
4. Veriset äpärät – 4:28
5. Running With Wolves – 3:53
6. Liekkiön isku – 2:56
7. Palovana – 5:05
8. Karhunkaatolaulu – 2:53
9. Misty Fields – 3:25
10. Vesilahden veräjillä – 6:59
11. Nordic Feast – 2:47

## Formazione
- Jonne Järvelä - voce, chitarra
- Hittavainen - violino, jouhikko, flauto
- Matti "Matson" Johansson - batteria
- Jarkko - basso
- Cane - chitarra
- Juho Kauppinen - fisarmonica